# 魏相
魏 相（ぎ しょう、? - 紀元前59年）は、前漢の政治家。字は弱翁。済陰郡定陶県の出身で、後に平陵に移住した。

## 略歴
易経を学んで郡の卒史から賢良に挙げられ、茂陵県令となった。茂陵は大いに治まったという。
河南太守に昇進し、豪族も憚る厳格な統治を行なった。しかし丞相の田千秋が死亡した時、洛陽武庫令を務めていた田千秋の子が、父という後ろ盾をなくして魏相に罪で囚われるのを恐れて辞職したことが当時の権力者の霍光の不興を買い、魏相は獄に下される。しかし河南郡の卒で長安で働いていた者3000人ほどが、自分達がもう1年働くことで魏相の罪を贖ってほしいと霍光に申し出、同じく河南郡でも1万人にも及ぼうかという者が魏相のために嘆願書を出していた。刑が決せずに冬を過ぎたため、許されて獄を出ることができた。
その後、再度茂陵県令となる。次いで揚州刺史となり、郡国を監察して多くの者を退けた。
そこで魏相は親交のあった丙吉（霍光の部下）から「もう少し自重し、能力を見せないほうが良い」と言われ、厳格さを多少抑えることにしたという。
2年後に諫大夫になり、再び河南太守に昇進した。数年後、宣帝が即位すると大司農となり、翌年には御史大夫に昇進した。
霍光が死ぬと、息子の右将軍の霍禹や霍去病の孫の領尚書事の霍山らが権力を握っていたが、魏相は宣帝の許皇后の父の平恩侯許広漢を通じて宣帝に霍禹らを排除すること、及びそれまで領尚書事が上奏文を皇帝より先に検閲していたことを止めるよう進言した。宣帝はその進言を納れ、魏相に給事中を加えた（内朝に入り皇帝の側仕えをすることを指す）。
宣帝は魏相の進言に従い霍光の息子たちを退け始め、また丞相の韋賢が引退すると魏相を後任の丞相とした。霍光の息子たちは魏相を恨み、魏相を殺して宣帝を廃位するというクーデターを計画したが発覚し、誅殺された。霍光の息子たちを排除して宣帝が親政を始めると、魏相はその丞相として臣下を統率した。
魏相はこれまでの賈誼・鼂錯・董仲舒といった名臣の上奏などを再編集して施行したり、陰陽の調和を図ることを進言するなどの実績を挙げた。また、丞相府の部下が各地に派遣されて戻ってきた後に各地の異聞や賊、天変地異などを報告させ、郡国が報告していないものなどがあれば上奏した。
魏相は神爵3年（紀元前59年）に死亡した。